# 349P/Lemmon
349P/Lemmon è una cometa periodica appartenente alla famiglia delle comete della fascia principale.
È stata scoperta il 14 marzo 2010 dal programma di ricerca astronomica Mount Lemmon Survey; all'epoca fu ritenuta un asteroide e come tale denominata. Fu scoperta nuovamente per puro caso il 26 gennaio 2017 dallo stesso programma, ma questa volta fu identificata come una cometa; poiché le due scoperte sono avvenute a due differenti passaggi al perielio, la cometa è stata numerata celermente. Il nucleo della cometa ha un'albedo di 0,104.